# Nikolaus Voss
Nikolaus Voss (* 6. Oktober 1961 in Halle (Saale)) ist ein deutscher politischer Beamter. Er war von 2008 bis 2021 Staatssekretär im Sozialministerium des Landes Mecklenburg-Vorpommern.

## Biografie

### Ausbildung und Beruf
Voss besuchte die Polytechnischen Oberschule in Schwerin. Er absolvierte von 1978 bis 1980 eine Ausbildung zum Facharbeiter für Gartenbau in Potsdam, anschließend leistet er den Ersatzwehrdienst als Bausoldat. Von 1982 bis 1989 folgte ein Studium am Theologischen Seminar Leipzig, welches er als Diplomtheologe abschloss. Während des Studiums wirkte er mit in der Leipziger Arbeitsgruppe Umweltschutz (AGU). Er war engagiert bei den Demonstrationen in Leipzig.
Nach dem auf die Landtagswahl 1998 folgenden Antritt der rot-roten Koalition unter Ministerpräsident Harald Ringstorff wurde Voss dessen Büroleiter. Von 2001 bis 2008 war er Abteilungsleiter für die Koordinierung der Landes- und Bundespolitik in der Staatskanzlei. Von 2012 bis 2014 war er Mitglied des Verwaltungsrates der Bundesagentur für Arbeit.
Voss ist verheiratet und hat fünf Kinder.

### Politik
1990 wurde Voss Bezirksgeschäftsführer der SPD in Leipzig. 1991 wechselte er als Landesgeschäftsführer zur SPD Mecklenburg-Vorpommern. Er war Vorsitzender der SPD in Schwerin. 
Am 20. Oktober 2008 wurde er zum Staatssekretär im von Manuela Schwesig (SPD) geführten Ministerium für Soziales und Gesundheit von Mecklenburg-Vorpommern ernannt, ab Oktober 2011 Ministerium für Arbeit, Gleichstellung und Soziales, das von 2014 bis 2016 Birgit Hesse (SPD) leitete und ab 2016  Ministerium für Soziales, Integration und Gleichstellung, welches Stefanie Drese (SPD) führte. Mit dem Amtsantritt des Kabinetts Schwesig II am 15. November 2021 wurde er in den einstweiligen Ruhestand versetzt.